# Traduzione digitale
Per traduzione digitale si intende qualsiasi dispositivo elettronico o applicazione che fornisce una traduzione audio o scritta. Comprende qualsiasi tipo di dispositivo elettronico portatile specificatamente realizzato per questo scopo. Inoltre, include i servizi automatici di traduzione online, le applicazioni di traduzione per telefoni cellulari e i software di memoria di traduzione.  La traduzione digitale è il risultato dell’influenza che internet e la tecnologia digitale hanno avuto sulla traduzione. Le tecnologie per la traduzione digitale si sono diffuse man mano che l'utilizzo dei telefoni cellulari aumentava. La traduzione digitale ha, inoltre, beneficiato dello sviluppo di altre tecnologie, quali la realtà virtuale e l'intelligenza artificiale.

## Storia
Negli anni Novanta, la crescente velocità e potenza dei nuovi computer, la diffusione di Internet e l’accessibilità degli strumenti informatici al grande pubblico hanno creato le condizioni per avvicinarsi al traguardo della traduzione automatica in generale, e, quindi, alla traduzione digitale.
Nel luglio del 1998, l'Advanced Telecommunications Research Institute (ATR) con sede a Kansai Science City, Kyoto, Giappone, ha sviluppato un sistema di traduzione automatica, chiamato MATRIX (Multilingual Automatic TRanslation system for Information eXchange). La particolarità di questo sistema è che è stato concepito per consentire ai giapponesi di scambiare conversazioni con cittadini stranieri tramite i telefoni cellulari. Pertanto, include un modulo di riconoscimento vocale in tempo reale, un modulo di traduzione e un modulo di sintesi vocale. Il sistema può riconoscere circa 3.000 parole e tradurne 10.000: le parole pronunciate nel dispositivo mobile vengono tradotte nella lingua di arrivo e poi inviate sotto forma di messaggio vocale al telefono cellulare dell'altro utente.
Nell'ottobre 2004, Transclick lancia sul mercato un software che consente di unire la messaggistica di testo su dispositivi mobili e la posta elettronica con la più innovativa traduzione automatica dell'epoca. Il software è a pagamento ($30/mese) e permette agli utilizzatori di caricare sui server di Transclick i loro messaggi o le loro mail, in modo che essi possano essere utilizzati per creare dizionari personalizzati (es. giuridici o farmaceutici) ai bisogni dei clienti.
Nel novembre 2005, un'altra società giapponese, la NEC Corporation, annuncia lo sviluppo di un sistema di traduzione che può essere caricato nei telefoni cellulari. Questo sistema di traduzione digitale è in grado di riconoscere 50.000 parole giapponesi e 30.000 inglesi e può essere utilizzato dai turisti giapponesi per semplici traduzioni in giro per il mondo dal giapponese all'inglese, e viceversa. Il sistema fornisce in pochi secondi una traduzione sia sotto forma di testo che di audio. Tuttavia, è solo nel gennaio 2009 che la NEC Corporation presenta ufficialmente il proprio prodotto sul mercato.
I progressi tecnologici nell'ambito della miniaturizzazione dei dispositivi di elaborazione e comunicazione hanno reso possibile l’uso dei telefoni cellulari nell'apprendimento delle lingue. Già nei primi anni 2000, università di tutto il mondo hanno introdotto nelle loro classi dispositivi mobili per facilitare e migliorare l'apprendimento degli studenti, soprattutto quello delle lingue. Uno dei primi progetti che utilizzava i telefoni cellulari nell'apprendimento delle lingue è stato sviluppato dallo Stanford Learning Lab. In particolare, vennero sviluppati programmi di studio dello spagnolo che permettevano l'uso sia della voce che delle e-mail con i telefoni cellulari. Questi programmi consentivano di fare pratica sul vocabolario con quiz, traduzioni di parole e frasi, e la possibilità di parlare live con tutor. Poco dopo, furono sviluppati dei progetti che utilizzavanon i telefoni cellulari per insegnare l'inglese in un'università giapponese. Uno di questi utilizzava gli SMS per inviare agli studenti istruzioni sul vocabolario: tre volte al giorno, venivano inviate brevissime lezioni via e-mail agli studenti, che poi sostenevano dei test in presenza ogni due settimane. Nel 2005, venne creato un programma simile per agevolare l'apprendimento dell'italiano in Australia: frasari, quiz e brevi frasi erano inviati via SMS agli studenti.

### Tecnologie attuali
Google Traduttore è un servizio di traduzione automatica multilingue sviluppato da Google LLC. Oltre all'interfaccia web, offre app mobili gratuite per Android e iOS, in cui supporta 108 lingue. L'applicazione può essere utilizzata anche offline, quindi senza una connessione Internet, ma le lingue traducibili si riducono a 59. Traduce testi digitati o scritti a mano nell'apposito spazio, fotografie di testi, sia scattate al momento che importate dalla galleria, e audio attraverso il sistema di riconoscimento vocale.
Talk To Me è un traduttore vocale in tempo reale sviluppato per Android 1.5 o successivi, disponibile gratuitamente. Attualmente, può tradurre da 15 lingue e riprodurre la traduzione sintetizzata in oltre 30. In ogni modo, questa applicazione, per funzionare, utilizza Google Traduttore e il traduttore Text to Text (TTS) di Android.
La particolarità dell'app Translate Professional, invece, è che traduce senza la necessità di avere una connessione internet, memorizzando nell'area offline 300 frasi tradotte professionalmente.
Stepes è la prima piattaforma di traduzione mobile al mondo gestita da traduttori e interpreti professionali di tutto il mondo. Oltre 1200 aziende internazionali, tra cui Zoom, Facebook, Netflix, Yamaha, si affida a Stepes per i suoi servizi di traduzione professionale.
Puoi anche prendere in considerazione l'utilizzo di traduttori online alternativi come M-Translate e Deepl.com

## Funzioni tecniche
Per poter supportare il servizio di traduzione automatica, un dispositivo mobile deve essere in grado di comunicare con computer esterni (server) che ricevono l’input dall'utente attraverso un testo scritto o sotto forma di audio. Questo viene, quindi, tradotto e rispedito all’utente. Tutto ciò avviene normalmente attraverso una connessione Internet (WAP, GPRS, EDGE, UMTS, Wi-Fi), ma alcune tra le prime applicazioni utilizzavano gli SMS per comunicare con i server di traduzione.
La traduzione digitale non deve però essere confusa con i “dizionari parlanti”, ovvero modificabili dagli utenti, o con frasari già diffusi e disponibili su diversi dispositivi portatili i quali, normalmente, non hanno bisogno della connessione Internet per funzionare.

### Caratteristiche
La traduzione digitale può includere una serie di funzionalità utili alla traduzione di testi, elemento fondamentale del servizio. Gli utenti possono inserire il testo usando la tastiera del dispositivo oppure utilizzare testi preesistenti di email o messaggi ricevuti sui loro dispositivi (traduzione di email e SMS). Inoltre, è possibile inviare un messaggio tradotto e includere, se si desidera, anche il testo di partenza.
Alcune applicazioni di traduzione digitale offrono inoltre dei servizi aggiuntivi che facilitano ulteriormente il processo traduttivo, come:
- Sintesi vocale[14], anche conosciuta come text-to-speech (TTS), con la quale il testo (tradotto) può essere convertito in un discorso parlato (il computer riproduce la voce del parlante della lingua d'arrivo);
- Riconoscimento vocale[14], noto anche come speech-to-text (STT), che permette all’utente di parlare con il dispositivo, il quale registrerà l’audio e lo invierà al server di traduzione per convertirlo in testo prima di tradurlo;
- Traduzione di immagini, con la quale l’utente può fotografare (utilizzando la fotocamera del dispositivo) un testo scritto (un segnale stradale, un menù di un ristorante, una pagina di un libro, ecc.): l’applicazione invierà la foto al server di traduzione che attiverà i sistemi di riconoscimento ottico dei caratteri (ROC) ed estrarrà il testo, che verrà poi inviato all’utente per eventuali modifiche e successivamente tradotto nella lingua scelta.;
- Interpretariato da remoto[15], con la quale l’utente può selezionare una combinazione linguistica e connettersi poi automaticamente con un interprete in tempo reale.

## Vantaggi e svantaggi tecnologici

### Vantaggi
Avere a disposizione una traduzione automatica portatile in tempo reale ha una serie di vantaggi e usi pratici: 
- Rendere mobile la traduzione: i traduttori possono utilizzare strumenti digitali per tradurre ovunque e in qualsiasi momento, non avendo più bisogno di lavorare con software di traduzione sul computer. Inoltre, non sono necessarie competenze tecnologiche[16];
- Agevolare la comunicazione durante i viaggi: la traduzione in tempo reale può consentire, alle persone che viaggiano in un paese straniero, di farsi capire e di capire gli altri;
- Facilitare il networking aziendale: conversare con potenziali clienti stranieri utilizzando la traduzione digitale consente di risparmiare tempo, in quanto è istantanea, e denaro. La traduzione digitale è un'alternativa molto più economica rispetto ai call center multilingue che si servono di traduttori. Inoltre, il networking all’interno di team multinazionali può essere notevolmente facilitato. Inoltre, la traduzione digitale permette di stabilire comunità di traduttori che agevolano il processo, rendendo la traduzione ancora più accurata[16];
- Globalizzare gli scambi su social network: la traduzione digitale permette di chattare e inviare messaggi ad amici a livello internazionale. Superando la barriera linguistica si possono instaurare nuovi rapporti con amici e collaboratori;
- Apprendere una lingua straniera: l'apprendimento di una lingua straniera può essere reso più semplice e meno costoso utilizzando un dispositivo mobile dotato di traduzione automatica in tempo reale, grazie anche ad applicazioni apposite per l'apprendimento delle lingue[16]. Le statistiche mostrano che per la maggior parte degli studenti universitari che possiede un telefono cellulare, l’apprendimento di una lingua straniera attraversi questi è più economico rispetto che su un PC. Inoltre, la mobilità dei telefoni cellulari agevola gli studenti di lingue straniere a studiare al di fuori della classe, in qualsiasi luogo e momento, essendo strumenti immediati, facili da usare e permettono di avere un punto di partenza per lo studio[17].

### Sfide e svantaggi
I progressi della tecnologia mobile e dei servizi di traduzione automatica hanno contribuito a ridurre o addirittura eliminare alcuni degli svantaggi della traduzione digitale, come le dimensioni ridotte dello schermo del dispositivo mobile e digitazione singola. Molti nuovi dispositivi portatili sono dotati di una tastiera QWERTY e/o di uno schermo touch, oltre al riconoscimento della scrittura a mano che aumenta notevolmente la velocità di digitazione. 
Dopo il 2006, la maggior parte dei nuovi telefoni cellulari e dispositivi ha iniziato ad avere schermi di grandi dimensioni con risoluzioni maggiori di 640 x 480 px, 854 x 480 px o persino 1024 x 480 px, che offrono all'utente spazio sufficiente per leggere o scrivere testi di grandi dimensioni. 
Nel 2011, la cosiddetta tecnologia di traduzione ibrida è stata introdotta da myLanguage attraverso la sua app mobile Vocre, che si basa in gran parte su dati linguistici di provenienza popolare. Tuttavia, la sfida più importante per l'industria della traduzione mobile è la qualità linguistica e comunicativa delle traduzioni. Nonostante alcuni provider sostengano di aver raggiunto un'accuratezza del 96%, vantando una tecnologia brevettata che è in grado di "comprendere" i modi di dire e il linguaggio gergale, la traduzione automatica è ancora di qualità decisamente inferiore rispetto alla traduzione umana e dovrebbe essere usata con attenzione se gli argomenti tradotti richiedono esattezza.
Uno dei metodi utilizzati per far fronte alla scarsa accuratezza delle traduzioni è l'apprendimento automatico di ontologie, combinato all'estrazione terminologica, per identificare le frasi utilizzate più comunemente, oltre all'interpretazione semantica per determinare il contesto e il significato di una data frase, e all'implementazione di una struttura di dati per immagazzinare le sfumature di significato trovate nei termini e nelle frasi precedenti. Ciò che rende questo metodo a più fasi così accurato è la combinazione di strutture di traduzione con algoritmi di apprendimento automatico. La difficoltà maggiore di questo metodo è la complessità della sua automazione: implementare questa struttura in modo che sia facilmente utilizzabile resta una delle maggiori sfide a cui devono far fronte gli sviluppatori di applicazioni di traduzione.
Uno svantaggio da menzionare è la necessità di una connessione Internet stabile sul dispositivo mobile dell'utente. Dal momento che il metodo di comunicazione SMS con il server di traduzione si è dimostrato meno efficiente dell'invio di pacchetti di dati, a causa del limite di lunghezza del messaggio (160 caratteri) e del costo più elevato degli SMS rispetto ai costi del traffico Internet, è necessaria una connessione Internet su dispositivi mobili. La copertura di rete, però, in alcune aree extraurbane è ancora instabile.

### Concetti generali
- Traduzione automatica
- Intelligenza artificiale
- Traduttore universale

### Concetti traduttivi specifici
- Lingua controllata
- Barriera linguistica
- Traduzione
- Memoria di traduzione

### Concetti informatici specifici
- Linguistica computazionale
- Traduzione assistita dal computer e memoria di traduzione
- Elaborazione del linguaggio naturale
- Traduzione automatica
- Tecnologie emergenti